# Języki zigula-zaramo
Języki zigula-zaramo (G.30) – zespół języków nigero-kongijskich z grupy G bantu, głównie używanych w Tanzanii.

## Podział
Według Ethnologue:
- doe
- kami
- kutu
- kwere
- luguru
- mushungulu
- ngulu
- sagala
- vidunda
- zaramo
- zigula